# Paris La Défense Arena

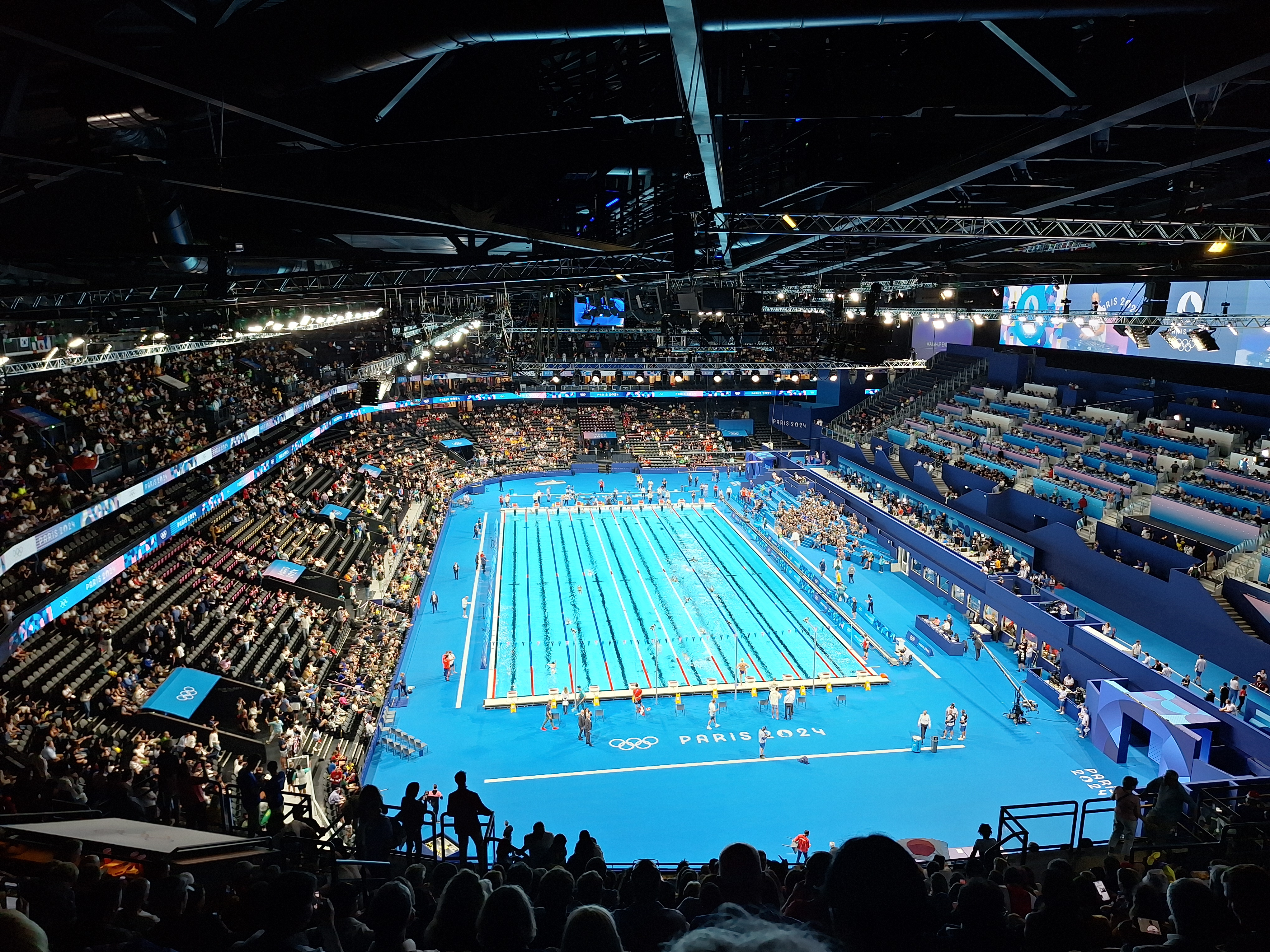
La Défense Arena tijdens de Olympische Zomerspelen 2024.

De Paris La Défense Arena (oorspronkelijk bekend als de U Arena) is een multifunctioneel stadion in Nanterre, een westelijke buitenwijk van Parijs. Het is een van de twee multifunctionele koepelstadions die in Europa worden gebouwd, samen met de Telenor Arena . De arena heette eerst de U Arena, daarna de "Paris La Défense Arena" . In 2024 maakte het complex deel uit van de locaties van de Olympische Zomerspelen.

## Geschiedenis
Het stadion was oorspronkelijk gepland om in 2014 te openen, maar die datum werd uitgesteld vanwege lokale protesten. De werknaam van het stadion werd gewijzigd van "Arena92" in "U Arena"; verwijzend naar de configuratie van de hoofdtribunes en de vorm van de structuur, gezien vanuit de lucht, in november 2016. De naam werd een tweede keer gewijzigd in de huidige Paris La Défense Arena op 12 juni 2018. Dit volgde een 10-jarige naamgevingsovereenkomst met Paris La Défense, het bedrijf dat het nabijgelegen zakendistrict La Défense beheert.
De arena zou oorspronkelijk een schuifdak hebben, maar uiteindelijk werd het gebouwd met een vast dak.

## Concerten
Paris La Défense is een multifunctioneell complex met meerdere configuraties. Een van die configuraties is een concertzaal met een capaciteit voor tot 45 000 bezoekers. De eerste band die er speelde was The Rolling Stones, die er op 19, 22 en 25 oktober een concertreeks speelde in het kader van hun No Filter Tour.
Andere artiesten die er optraden waren o.a. Roger Waters, Kendrick Lamar, Paul McCartney, Mylène Farmer, Rammstein & Patrick Bruel. In 2020 en 2021 werden evenementen afgelast of uitgesteld vanwege de coronapandemie. In 2022 volgden terug optredens, met onder meer Genesis, Sexion d'Assaut, Elton John, Iron Maiden, Green Day, Fall Out Boy en Weezer.
Angèle was de eerste Belgische artiest die optrad in de arena. Ze verkocht meteen twee shows uit.

## Sport

### Rugby
Paris La Défense Arena werd ontwikkeld door het Franse Rugby-team Racing Métro 92. Het team was eerst van plan om hun voormalig stadion, Stade olympique Yves-du-Manoir, te renoveren en te delen met voetbalploeg Racing Club de France Football, maar besliste uiteindelijk om Paris La Défense Arena te bouwen. 
Tijdens rugby-matchen biedt de arena plaats voor maximaal 30 000 supporters. Het team werkte er hun eerste thuismatch af tegen Toulouse op 22 december 2017.
In de tweede helft van seizoen 2024-2025 lanceerde Racing Métro 92 een nieuw concept genaamd "Racing Live". Elke thuismatch zou opgevolgd worden door een showcase van een Franse artiest.

### Andere sporten
Het stadion kan ook aangepast worden voor andere sporten dankzij verplaatsbare tribunes.

### Olympische en Paralympische Zomerspelen 2024
In 2024 deed Paris La Défense Arena dienst als een van de stadia van de Olympische Zomerspelen en Paralympische Spelen. Er werden twee competities afgewerkt: zwemmen en waterpolo. Tijdens de Paralympische Spelen werd er alleen het zwemmen afgewerkt.